# Alue Rambot (Lembah Sabil)
Alue Rambot is een bestuurslaag in het regentschap Aceh Barat Daya van de provincie Atjeh, Indonesië. Alue Rambot telt 845 inwoners (volkstelling 2010).